# Unión Soviética en la Copa Mundial de Fútbol de 1962
La selección de la Unión Soviética fue una de las 16 participantes de la Copa Mundial de Fútbol de 1962, que se realizó en Chile. Clasificó directamente al ganar el Grupo 5 de la clasificación europea.
La Unión Soviética logró llegar a los cuartos de final, perdiendo contra Chile por 1:2.

## Clasificación

### Grupo 5
| Pos. | Equipo          | Pts. | PJ | G | E | P | GF | GC | Dif. | Clasificación |
| ---- | --------------- | ---- | -- | - | - | - | -- | -- | ---- | ------------- |
| 1    | Unión Soviética | 12   | 4  | 4 | 0 | 0 | 11 | 3  | +8   | Clasificado   |
| 2    | Turquía         | 6    | 4  | 2 | 0 | 2 | 4  | 4  | 0    |               |
| 3    | Noruega         | 0    | 4  | 0 | 0 | 4 | 3  | 11 | −8   |               |

 Fuente: 
| 18-6-1961 | Unión Soviética | 1–0     | Turquía | Moscow, Unión Soviética |                        |
|           | Voronin 20'     | Reporte |         | Árbitro(s): Hirviniemi  | Árbitro(s): Hirviniemi |

| 1-7-1961 | Unión Soviética                                               | 5–2     | Noruega                    | Moscow, Unión Soviética |                   |
|          | Metreveli 14' · Ponedelnik 26' · Bubukin 32' 66' · Meskhi 53' | Reporte | Borgen 64' · E. Hansen 87' | Árbitro(s): Kowal       | Árbitro(s): Kowal |

| 23-8-1961 | Noruega | 0–3             | Unión Soviética                             | Oslo, Noruega       |                     |
|           |         | Report Reporte] | Ponedelnik 48' · Meskhi 49' · Metreveli 76' | Árbitro(s): Meighan | Árbitro(s): Meighan |

| 12-11-1961 | Turquía   | 1–2     | Unión Soviética           | Istanbul, Turquía  |                    |
|            | Oktay 78' | Reporte | Gusarov 12' · Mamykin 18' | Árbitro(s): Verner | Árbitro(s): Verner |

## Jugadores
| #     | Nombre               | Posición         | Edad             | Club               |
| ----- | -------------------- | ---------------- | ---------------- | ------------------ |
| 1     | Lev Yashin           | Portero          | 32               | Dinamo Moscú       |
| 2     | Vladímir Maslachenko | Portero          | 26               | Lokomotiv Moscú    |
| 3     | Sergo Kotrikadze     | Portero          | 25               | Dinamo Tbilisi     |
| 4     | Eduard Dubinski      | Defensa          | 27               | CSKA Moscú         |
| 5     | Givi Chojeli         | Defensa          | 24               | Dinamo Tbilisi     |
| 6     | Leonīds Ostrovskis   | Defensa          | 26               | Torpedo Moscú      |
| 7     | Anatoli Maslyonkin   | Defensa          | 31               | Spartak Moscú      |
| 8     | Albert Sesternéyov   | Mediocampista    | 20               | CSKA Moscú         |
| 9     | Nikolai Manoshin     | Mediocampista    | 24               | Torpedo Moscú      |
| 10    | Ígor Neto            | Mediocampista    | 32               | Spartak Moscú      |
| 11    | Yozhef Sabo          | Mediocampista    | 22               | Dinamo de Kiev     |
| 12    | Valeri Voronin       | Defensa          | 22               | Torpedo Moscú      |
| 13    | Gennadi Gusarov      | Delantero        | 25               | Torpedo Moscú      |
| 14    | Valentín Ivanov      | Delantero        | 27               | Torpedo Moscú      |
| 15    | Víktor Kanevskiy     | Delantero        | 25               | Dinamo de Kiev     |
| 16    | Aleksei Mamykin      | Delantero        | 26               | CSKA Moscú         |
| 17    | Mikheil Meskhi       | Delantero        | 25               | Dinamo Tbilisi     |
| 18    | Slava Metreveli      | Mediocampista    | 26               | Torpedo Moscú      |
| 19    | Viktor Ponedelnik    | Delantero        | 25               | SKA Rostov del Don |
| 20    | Viktor Serebryanikov | Delantero        | 22               | Dinamo de Kiev     |
| 21    | Galimzian Jusainov   | Mediocampista    | 24               | Spartak Moscú      |
| 22    | Ígor Chislenko       | Mediocampista    | 22               | Dinamo Moscú       |
| D. T. | Gavriil Kachalin     | Gavriil Kachalin | Gavriil Kachalin | Gavriil Kachalin   |

## Participación

### Grupo 1
| Equipo          | Pts | PJ | PG | PE | PP | GF | GC | Dif |
| --------------- | --- | -- | -- | -- | -- | -- | -- | --- |
| Unión Soviética | 5   | 3  | 2  | 1  | 0  | 8  | 5  | 3   |
| Yugoslavia      | 4   | 3  | 2  | 0  | 1  | 8  | 3  | 5   |
| Uruguay         | 2   | 3  | 1  | 0  | 2  | 4  | 6  | -2  |
| Colombia        | 1   | 3  | 0  | 1  | 2  | 5  | 11 | -6  |

| 31 de mayo de 1962, 15:00 | Unión Soviética             | 2:0 (0:0) | Yugoslavia | Estadio Carlos Dittborn, Arica                                              |                                                                             |
|                           | Ivanov 51' · Ponedelnik 83' | Reporte   |            | Asistencia: 15 000 espectadores Árbitro(s): Albert Dusch (Alemania Federal) | Asistencia: 15 000 espectadores Árbitro(s): Albert Dusch (Alemania Federal) |

| 3 de junio de 1962, 15:00                                                                           | Unión Soviética                                 | 4:4 (3:1) | Colombia                                       | Estadio Carlos Dittborn, Arica                                       |                                                                      |
| | Ivanov 8', 11' · Chislenko 10' · Ponedelnik 56' | Reporte   | Aceros 21' · Coll 68' · Rada 72' · Klinger 76' | Asistencia: 8 040 espectadores Árbitro(s): João Etzel Filho (Brasil) | Asistencia: 8 040 espectadores Árbitro(s): João Etzel Filho (Brasil) |
| Primer gol olímpico de la historia de los Mundiales de Fútbol, anotado por Marcos Coll de Colombia. |                                                 |           |                                                |                                                                      |                                                                      |

| 6 de junio de 1962, 15:00 | Unión Soviética          | 2:1 (1:0) | Uruguay   | Estadio Carlos Dittborn, Arica                                   |                                                                  |
|                           | Mamykin 38' · Ivanov 89' | Reporte   | Sasía 54' | Asistencia: 9 973 espectadores Árbitro(s): Cesare Jonni (Italia) | Asistencia: 9 973 espectadores Árbitro(s): Cesare Jonni (Italia) |

### Cuartos de final
| 10 de junio de 1962, 14:30 | Chile                   | 2:1 (2:1) | Unión Soviética | Estadio Carlos Dittborn, Arica                                      |                                                                     |
|                            | Sánchez 11' · Rojas 29' | Reporte   | Chislenko 26'   | Asistencia: 17 268 espectadores Árbitro(s): Leo Horn (Países Bajos) | Asistencia: 17 268 espectadores Árbitro(s): Leo Horn (Países Bajos) |